# TNCA MTW-1
Lo TNCA MTW-1 era un aereo da primato monoplano ad ala alta sviluppato dall'azienda messicana Fabrica de Aviones Anahuac SA negli anni trenta del XX secolo e rimasto allo stadio di prototipo

## Storia del progetto
Nel 1933 i piloti spagnoli Mariano Barberán, Joaquín Collar Serra e Modesto Madariaga realizzarono un volo senza scalo tra Siviglia (Spagna) e Camagüey (Cuba) su un aereo Breguet Bre 19GR Super-Bidón. Dopo quel viaggio decisero di proseguire verso Città del Messico facendo scalo all'Avana, tuttavia l'aereo scomparve nei pressi di Villahermosa, Tabasco e dopo numerose ricerche a cui partecipò il pilota messicano Francisco Sarabia Tinoco con la sua compagnia aerea "Transportes Aéreos de Chiapas", tuttavia i resti non furono trovati.
Francisco Sarabia Tinoco volle ricambiare il gesto dei piloti spagnoli che stavano realizzando un volo diretto tra il Messico e la Spagna su un aereo di fabbricazione nazionale, per la costruzione del quale ricevette il sostegno del governo messicano e della fabbrica TNCA. Per progettare il prototipo del nuovo aereo fu utilizzato un progetto realizzato dal dottor Mikhail T. Watter, un ingegnere russo laureato presso l'Imperiale Collegio Tecnico di Mosca e l'Istituto Politecnico di Kiev, che è stato invitato a lavorare alla TNCA dal generale Juan Francisco Azcárate. In realtà la sigla MTW-1 riporta le iniziali dell'ingegnere russo.

## Descrizione tecnica
Lo MTW-1 era un, monomotore, monoplano, biposto, di costruzione mista.  La configurazione alare prevedeva un'ala alta di costruzione metallica, collegata alla fusoliera da un montante interalare doppio nella parte superiore e singolo in quella inferiore. Una coppia di montanti di rinforzo collegavano l'ala al montante principale partendo da dove esso si divideva in due. Il carrello di atterraggio era triciclo, posteriore, retrattile, con le ruote principali dotate di carenature che rientravano parzialmente sui due lati, nella parte inferiore della fusoliera. Il propulsore era un radiale Pratt & Whitney R-1340-16 Wasp a 9 cilindri, raffreddati ad aria, eroganti la potenza di 550 hp (410 kW) ed azionante un'elica bipala.
La capacità di carburante era pari a 5.000 litri, mentre quella di olio era di 284 litri, perché si pensava che così il velivolo fosse  in grado di coprire in volo una distanza di oltre 8.000 chilometri, da Mérida, in Messico, a Siviglia, in Spagna. La cabina di pilotaggio era suddivisa in due abitacoli separati, e tra di essi era posizionato il serbatoio del carburante. I due piloti comunicavano tra loro via telefono.

## Impiego operativo
L'aereo iniziò ad essere costruito nell'ottobre del 1933 presso i Talleres Nacionales de Construcciones Aeronáuticas (TNCA, Officine Nazionali di Costruzione Aeronautica) di Città del Messico e fu completato nel giugno del 1934, ricevendo la registrazione XA-EXS. In quello stesso mese iniziarono i collaudi a terra dove il carrello di atterraggio rimase danneggiato. L'aereo fu riparato e fu in grado di effettuare il suo primo volo il 28 giugno 1934, tuttavia, il 5 luglio dello stesso anno, il carrello d'atterraggio rimase nuovamente danneggiato dopo l'atterraggio all'aeroporto di Balbuena.
I piani per il volo Messico-Spagna furono ritardati perché Francisco Sarabia sosteneva che l'aereo tendeva a picchiare, si inclinava molto verso sinistra ed era difficile mantenerlo stabile, mentre l'ingegnere russo si lamentava della mancanza di esperienza e di competenza del pilota messicano.
Nell'ottobre del 1935, il governo messicano guidato da Lázaro Cárdenas prese possesso del relitto dell'aereo, perché il governo aveva contribuito con 60.000 pesos (16.700 dollari dell'epoca) alla costruzione del velivolo. L'aereo fu tenuto segreto per molto tempo, finché non fu smantellato nelle Officine TNCA e il suo motore fu utilizzato come propulsore di un TNCA Corsario Azcárate.